# Фенотипічна дисперсія
Фенотипічна дисперсія — статистична величина, що використовується у біологічних науках (у генетиці і екології) для кількісного оцінювання розмаху фенотипічної варіативності якої-небудь кількісної ознаки в популяції.
Фенотипічне виявлення ознаки в популяції визначається її середнім значенням і дисперсією. Для оцінки мінливості зручно застосовувати дисперсію, тобто міру мінливості ознаки:

де Vp — фенотипічна дисперсія ознаки, Xi — значення ознаки у i-го члена популяції, X — середнє значення ознаки в популяції, N — число індивідів в популяції, що вивчається.
Загальну фенотипічну дисперсію (Vp) можна підрозділити на компоненти. Частина спостережуваної мінливості ознаки в популяції пов'язана з тим, що є різні генотипи, тобто відмінності між індивідами пов'язані з відмінностями в генах. Ця частина мінливості позначається як генотипічна дисперсія (VG).
Інша частина мінливості пов'язана з відмінностями в діях довкілля. Відмінності у впливах середовища визначають дуже широко — будь-які негенетичні чинники, що впливають на фенотип. Ця частина дисперсії позначається як середовищна дисперсія (VE).